# Kalophrynus calciphilus
Kalophrynus calciphilus é uma espécie de anfíbio anuros da família Microhylidae. Está presente em Malásia. A UICN classificou-a como deficiente de dados.